# CODOG-Antrieb

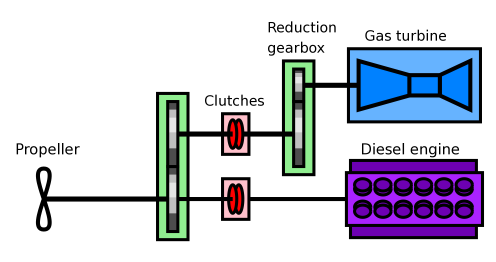
Schema eines CODOG-Antriebs

Ein CODOG-Antrieb (für Combined Diesel Or Gas) ist ein Schiffsantriebskonzept, bei dem Dieselmotoren für Marschfahrt oder Gasturbinen für Höchstgeschwindigkeit auf die Antriebswelle geschaltet werden können.
Der Vorteil des CODOG-Antriebs ist die relativ einfache Ausführung des Hauptgetriebes. Ein Nachteil ist das zusätzliche Gewicht der jeweils nicht in Betrieb befindlichen Antriebskomponente. Frühere CODOG-Antriebe litten häufig unter der Störanfälligkeit beim Umschalten zwischen Diesel- und Turbinenbetrieb. Dieses Problem ist bei modernen Antrieben dieser Form behoben.
CODOG-Antriebe werden insbesondere im Kriegsschiffbau eingesetzt.